# Piracetam
Piracetam je nootropni lek. Njegovo hemijsko ime je 2-okso-1-pirolidin acetamid. On ima zajedničku 2-okso-pirolidonsku strukturu sa 2-okso-pirolidin karboksilnom kiselinom (piroglutamatom). Piracetam je ciklični GABA derivat. On pripada grupi racetama. Piracetam se koristi za mioklonus.
Popularna trgovačka imena piracetama u Evropi su Nootropil i Lucetam, između ostalih. 

## Spoljašnje veze
|  | Molimo Vas, obratite pažnju na važno upozorenje u vezi sa temama iz oblasti medicine (zdravlja). |